# Elkader (Iowa)
Elkader es una ciudad situada en el condado de Clayton, en el estado de Iowa, Estados Unidos. Según el censo de 2010 tenía una población de 1.273 habitantes. Uno de sus fundadores, Timothy Davis, propuso el nombre de la ciudad en honor a Abd al-Qádir, líder de la resistencia argelina contra el dominio francés.

## Geografía
Según la Oficina del Censo de los Estados Unidos, la localidad tiene un área total de 3,6 km², la totalidad de los cuales 3,6 km² corresponden a tierra firme.

## Demografía
Según el censo de 2010, había 1273 personas residiendo en la localidad. La densidad de población era de 353,61 hab./km². Había 627 viviendas con una densidad media de 174,17 viviendas/km². El 98,74% de los habitantes eran blancos, el 0,08% afroamericanos, el 0,31% amerindios, el 0,16% asiáticos y el 0,71% pertenecía a dos o más razas. El 0,31% de la población eran hispanos o latinos de cualquier raza.